# 스에히로초역 (도쿄도)
스에히로초역(일본어: 末広町駅 스에히로초에키[*])은 일본 도쿄 도 지요다구에 있는 철도역이다.

## 역 구조
상대식 승강장 2면 2선의 지하역. 개찰 내에 각 승강장 사이를 이동하는 통로는 없다. 출입구는 교차로의 네 모퉁이에 각 1개씩 총 4개 있고, 그 중 1개소는 빌딩 내에 있는 주오도리의 동측 시부야 방면의 서쪽은 아사쿠사 방향의 각각 전용 출입구로 되어 있다. 또 에스컬레이터나 엘리베이터, 계단 승강기 등 베리어 프리 설비는 되지 않았다.

### 승강장
| 1 | 긴자 선 | 긴자 · 아카사카미쓰케 · 시부야 방면 |
| 2 | 긴자 선 | 우에노 · 아사쿠사 방면              |

## 역 주변 건물이나 시설
- 아키하바라 전자상가
- 유시마역
- 간다 신사
- 돈키호테 아키하바라 점
- AKB48 극장

## 역 역사
- 1930년 1월 1일: 영업 개시

## 인접역
| 도쿄 메트로 3호선    | 도쿄 메트로 3호선 | 도쿄 메트로 3호선                |
| -------------------- | ----------------- | -------------------------------- |
| G13 간다 시부야 방면 | 긴자 선           | G15 우에노히로코지 아사쿠사 방면 |